# Federació Catalana de Pesca Esportiva i Càsting
La Federació Catalana Federació Catalana de Pesca Esportiva i Càsting  és l'organisme rector que ordena, impulsa i dirigeix tota l'activitat esportiva de la pesca esportiva i el càsting en les seves disciplines, a Catalunya. Forma part de la Unió de Federacions Esportives de Catalunya.

## Història
A Catalunya, la pesca esportiva es va començar a practicar entre finals del segle xix i principis del XX per mitjà de les societats de pescadors que van anar sorgint arreu del país, especialment actives a les conques fluvials dels Pirineus. Les pròpies societats de pescadors organitzaven els concursos de pesca a les platges, els rius, els llacs o els pantans de Catalunya i un grup d'aquests pescadors esportius va decidir crear el mes de maig de 1932 la Federació Regional de Piscicultura i Pesca Esportiva, la primera d'aquest esport que va existir a l'estat espanyol, i precedent de la Federació Catalana actual, la missió de la qual era posar ordre a la pesca il·legal. Es va mantenir activa fins a l'inici de la Guerra Civil. El 1942, la Delegación Nacional de Deportes, va reconèixer la pesca fluvial com esport i va crear la Federación Nacional de Pesca, de la qual depenien diverses federacions regionals. La Tercera Federación Regional de Pesca, que corresponia al territori de Catalunya, va fer les funcions de l'antiga Federació Regional de Piscicultura i Pesca Esportiva que va incorporar el 1947, la pesca submarina entre les seves modalitats, i el 1962 es va reconvertir en Federació Catalana de Pesca i Activitats Subaquàtiques fins que el 1967 es va crear una federació pròpia per aquesta disciplina. Des de 1974 a 1986 les funcions de la Federació Catalana es van repartir entre les quatre provincials. Després d'un llarg procés de més de dos anys en els quals una Comissió Gestora va elaborar els estatuts, a finals de 1986 es va recuperar amb personalitat jurídica pròpia sota el nom de Federació Catalana de Pesca Esportiva i Càsting en què es va incorporar aquesta nova modalitat de pesca simulada. S'encarrega d'organitzar les competicions d'aquest esport en les disciplines de pesca continental de superfície i d'embarcació, pesca marítima de superfície de costa i d'embarcació i càsting en totes les especialitats seguint les normes en matèria de conservació de la natura dels Departaments de Medi Ambient i de Ramaderia, Agricultura i Pesca de la Generalitat de Catalunya. Ha organitzat nombrosos Campionats i Copes d'Espanya, així com diverses competicions internacionals com el Campionat d'Europa de Spinnig des d'embarcació (Tarragona,2008), el Campionat Mundial de Mar Costa sub-16 i sub-21 (Castelldefels, 2008) i els Campionats d'Europa de Pesca d'Altura a Curricà (Garraf, 2000 i Port d'Aro,2005). En tot aquest període els pescadors catalans han dominat gran part de les competicions d'àmbit estatal.

## Presidents

### Lluís Barral Nualart(1932-1935)
Com a gran aficionat i practicant de la pesca esportiva, el 1931 va ser elegit president de l'Associació de Pescadors Esportius de Barcelona, càrrec des del qual va promoure la creació de la Federació Regional de Piscicultura i Pesca Esportiva. Va impulsar diverses campanyes destinades a la purificació dels rius catalans, molt contaminats per les indústries en aquella època en què no hi havia control sobre els residus.

### Josep Maria Ruiz Cerezo (1932-1936 i 1942-1951)
Va ocupar la presidència el mes de juliol de 1935, però la Guerra Civil va aturar l'activitat federativa l'any 1936. El 1942 es va crear la Federación Nacional de Pesca i va ser nomenat president de la III Federación Regional, que corresponia al territori de Catalunya, càrrec que va mantenir, en la convertida lVII Federación Regional uns anys després, fins que va ser destituït el 1951. També va ser president de l'Associació de Pescadors Esportius de Barcelona, que el 1939 es va fusionar amb l'Associació de Pescadors de Mar, de la qual va ser nomenat vicepresident i anys més tard soci d'honor, distinció que també va rebre de la Societat Esportiva de Pesca Fluvial de Barcelona, posteriorment convertida en Associació de Pescadors Esportius de Catalunya.

### Rafael Nadales Gutiérrez (1951-1960)
Gran aficionat a la pesca, que practicava des de la seva joventut, i també un gran divulgador, ja que el 1940 va publicar el llibre La pesca deportiva (caña). El 1945 va iniciar la seva etapa com a dirigent d'aquest esport quan va ser nomenat vicepresident de la Societat Esportiva de Pesca Fluvial de Barcelona, reconvertida després en Associació de Pescadors Esportius de Catalunya. El mes de maig de 1946 va entrar com a vocal a la Junta Directiva de la VII Federación Regional de Pesca, l'abril de 1951 va ser nomenat comptador i finalment president el desembre del mateix any, càrrec on es va mantenir fins al 1960.

### Eduard Estadella Botha (1960-1967)
Va prendre possessió com a president de la federació el 1960 i va deixar el càrrec el mes de gener de 1967, quan va dimitir amb tota la seva Junta Directiva.

### Luis Arrizabalaga Moriones(1967-1974)
Era soci de la Societat de Pescadors Esportius de Mar i de l'Associació de Pescadors Esportius i va ser internacional amb la selecció espanyola durant els anys cinquanta. Va iniciar les seves tasques de directiu el 1962 com a vocal de la Federació Catalana, en què també era el delegat de pesca fluvial. Finalment va arribar a la presidència l'any 1967 i a ell se li deu el nou sistema de puntuació que aquest esport va adoptar. El 1974 quan la federació va desaparèixer com a tal i va ser dividida en quatre provincials, va seguir fins al 1977 com a president de la Federació Provincial de Barcelona

### Josep Maria Emeric Ribas (1986-1992)
Defensor de la pesca sense mort en zones acotades dels rius, era membre de l'Agrupació de Pescadors de Barcelona i havia estat un pescador d'elit, guanyador de diversos títols d'àmbit català, i internacional amb la selecció espanyola. El 1986 ocupava el càrrec de president de la Federació Provincial de Barcelona quan va passar a ocupar la presidència de la Federació Catalana. També va formar part de la Federació Espanyola de Pesca com a membre del seu Comitè de Ciprínids i va ser col·laborador de diverses revistes dedicades a la pesca i traductor de llibres d'aquest esport.

### Esteve de Arana Sagnier (1992-1995)
Va practicar la pesca esportiva, de la qual era un autèntic apassionat, fins que es va convertir en el president de la Federació Catalana.

### Lluis Pujalt Faurat (1996-2008)
Es va vincular amb el món de la pesca l'any 1959 com a soci fundador i president de la Societat de Pescadors de Sort. El 1984 va ser elegit president de la Federació Lleidatana de Pesca Esportiva i Càsting i quan el 1986 es va crear la Federació Catalana en va formar part com a vicepresident fins que el 1995 es va convertir en el nou president.

### Albert Vidal Arconada (2008-)
Pescador de competició, va ser campió de Catalunya infantil els anys 1961 i 1962 i juvenil el 1964. Després de constituir diverses Societats de Pescadors de Catalunya, el 1986 va ser president de l'Àrea de Salmònids de la Federació territorial de Barcelona, i el mateix any va contribuir a la fundació de la Federació Catalana des del seu càrrec de president de l'Àrea de pesca continental de la Federació territorial de Barcelona. Va accedir a la presidència de la Federació Catalana de Pesca el 2008 i el 2012 va ser reelegit com a candidat únic fins al 2018.